# Козюк Володимир Євгенович
Володи́мир Євге́нійович Козю́к (нар. 15 травня 1972, Чеснівка) — український художник, фотограф, колекціонер, краєзнавець, меценат. Народний художник України. Радник голови Вінницької облдержадміністрації з питань культури і духовності. Член колегії управління культури і мистецтв ОДА.

## Біографія
Народився Володимир Євгенійович 15 травня 1972 року у селі Чеснівці Хмільницького району Вінницької області у селянській родині. Батько, Євген Іванович — аграрій за фахом, поет за покликанням, автор восьми поетичних збірок, майстер. Мати, Надія Германівна — вишивальниця. Володимир всерйоз захоплювався спортом. Служив в армії. Мистецтву навчався у студіях Ю. Михайлівського та А. Сороки.
Учасник міських, обласних, всеукраїнських, міжнародних художніх виставок (від 2000 р.) і пленерів (від 2004 р.).
Заснував у 2003 році етнографічний центр при кафедрі культури Вінницького національного технічного університету. Розробив у 2005 році проект духовного збереження та відродження Поділля. Від 2000 року здійснив понад 30 творчих експедицій Вінниччиною для досліджень «Хати під стріхою» (виконав близько 150 етюдів). У 2003 році подарував Вінницькому краєзнавчому музею 40 ікон та 110 ікон з бронзи; передав Вінницькому художньому музею власне зібрання творів В. Порошина, В. Цехмістера, В. Стрижньова, С. Зінченка. Організатор благодійних виставок для підтримки молодих митців та хворих дітей, а також щорічного фотоконкурсу «Чарівна мить жіночої краси».
25 вересня по 19 листопада 2018 р. пройшли «Дні культури України в Китаї». До програми «Днів» увійшли виступи Національного заслуженого академічного народного хору України ім. Г. Г. Верьовки, виставка робіт відомого українського фотохудожника В. Козюка, майстер-класи Петриківського художнього розпису.
Окремі роботи зберігаються у Вінницькому краєзнавчому і художньому музеях, Національному музеї народної архітектури і побуту України, Національному центрі народної культури «Музей Івана Гончара».
Володимир Козюк має люблячу дружину та двох чудових дітей — Володимира та Ольгу.

## Творчість
Володимир відданий одному жанру — пейзажу, художник постійно відкриває для себе і для глядачів нові образи і живописні можливості, демонструючи багатство тем і сюжетів: куточки природи, пастеролі, чарівні романтичні міражі. В його пейзажних роботах ліричні картинки природи багатьох куточків світу — тут і хата під Вінницею і вершини Мачу-Пикчу, і тихі береги, на яких пройшло дитинство Володимира і бурхливі потоки річок тих країв, в яких довелось побувати художнику, фотографу, колекціонеру.
Фотороботи Володимира Козюка були представлені на виставках у Польщі, Японії, Італії.
Значну частину робіт художника придбали: В. Ющенко, Ю. Костенко, Т. Петрененко, Н. Матвієнко, А. Хостікоєв, Н. Сумська, Б. Бенюк, Г. Чубач.
У співавторстві з архітектором міста С. О. Царенком створено науково-популярне за змістом і репрезентаційне за виглядом видання — альбом «Вінниця. Погляд у минуле» (Київ, 2008). Як член редколегії, Володимир Козюк надавав свої авторські фото й листівки з колекції для ілюстрацій видання «Вінниця. Історичний нарис» (Вінниця, 2008).

### Основні твори
Живопис:
«Хата баби Васьки» (2004), «Хата баби Фросини» (2004), «Хата баби Марії» (2004), «Хата діда Олекси» (2004), «Хата діда Миколи» (2004), «Місток» (2004), «Буг біля Грушівки» (2004), «Перед грозою» (2005), «Поліфонія тиші» (2005), «Остання осінь» (2005), «Весняний шал» (2006), «Вечірній дзвін» (2006), «Польова рапсодія» (2007), «Квіткові хороводи» (2007), «Дорога у полі» (2007), «Зимова казка» (2007), «Подільська осінь» (2007), «Лісова серенада» (2007), «Танок осіннього кольоропису» (2007), «Три річки» (2008), «Осіння сецесія» (2008), «Десенка» (2008), «Перший цвіт» (2008), «Насувається» (2008), «Ранкова мелодія» (2008), «Тала вода. Карпати» (2008), «Гірська річка» (2008).
Світлини:
«Десниця літа у руці» (2004), «Монастирські угіддя» (2004), «Польова мавка» (2004), «Пташиний базар» (2004), «Скам'янілі» (2004), «Чекання» (2004), «Дівочі мрії» (2005), «Зимова казка» (2005), «Мамин хліб» (2005), «Ота хатина в ріднім краї…» (2005), «Познайомимося?» (2005), «Ріка забуття» (2005), «Час Дракона» (2005), «Близнюки» (2006), «Золотий велетень» (2006), «Ліза» (2006), «Літо» (2006), «Мандрівниця» (2006), «Моїх 102!» (2006), «Сашко» (2006), «Циганочка» (2006), «Букет для старенької» (2007), «Зелень озимини» (2007), «Норовлива хвиля» (2007), «Ой ти дівчино, з горіха зерня…» (2007), «Панночка з Поділля» (2007), «Пестощі вітру й сонця» (2007), «Леді Мері» (2008), «Ой, чий то кінь стоїть?» (2008), «Синку мій» (2008), «Феєрія надвечір'я» (2008), «Як маків цвіт…» (2008).

### Персональні виставки

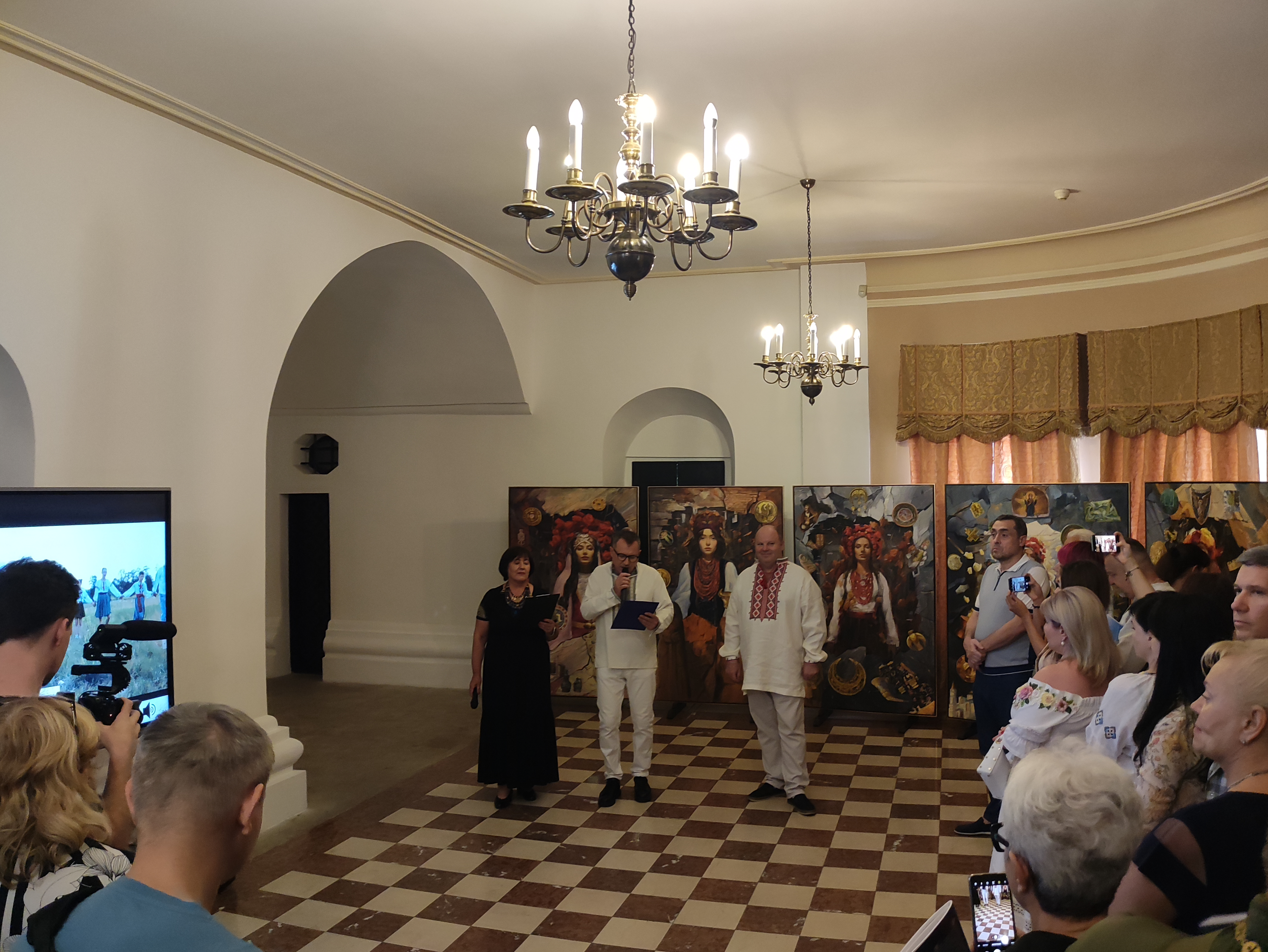
Відкриття виставки Володимира Козюка «Україна крізь віки» (2023, Київ, Національний заповідник «Софія Київська», «Будинок митрополита»)

«Політ» (2000), «Погляд» (2002), «Україна у старій листівці» (2002), «Ікона рідного краю» (2003), «Враження» (2004), «Мелодія душі» (2004), «Казка зимового дня» (2004), «Остання мить минулого тисячоліття» (2004), «Відродження» (2005), «Вічне фото вчорашнього дня» (2005), «Подільська вишиванка» (2005), «Небеса рідного краю» (2006), «Подільська хата» (2006), «Подільськими стежками» (2006), «Дарунок Володимира Козюка Вінницькому обласному краєзнавчому музею» (2007), «Подільський народний костюм» (2007), «Поклик серця» (2007), «Спогади старої Вінниці» (2007), «Скульптура та ікона України: історія врятування» (2007), «Подільський кольоропис Володимира Козюка» (2008), «Багатолика Перу» (2010), «Реалістична феєрія» (2011), «Світ, який я люблю» (2012), «Вінничани — погляд у минуле» (2013), «Вікна у простір» (2013), «Краса твоя, Україно!» (2014), «Шевченкіана в листівці» (2014), «Україна крізь віки» (2023, Київ, Національний заповідник «Софія Київська», «Будинок митрополита»).

## Митець та збирач старожитностей
Козюк Володимир знаний серед українських та зарубіжних колекціонерів збирач старожитностей Подільського краю. Член правління Вінницького клубу колекціонерів. Власник одного з найповніших в Україні зібрань українських листівок, а також старовинних фотографій, серед яких рідкісні види давніх подільських містечок, портретні зображення мешканців Вінниччини початку ХХ століття, зроблені тодішніми майстрами цієї справи у Вінниці, Могилеві-Подільському, Жмеринці, Теплику, Летичеві, Тульчині, Брацлаві. Окрему групу становлять побутові та постановочні фотографії українців у національному вбранні. Свою збірку колекцій неодноразово презентував на персональних виставках, в історико-мистецькому проекті «Січові стрільці» (2003). Досліджує та колекціонує також подільські народні ікони, пропагує їх на численних виставках: «Ікона рідного краю» (Вінницький обласний краєзнавчий музей, 2003 р.; Національний заповідник «Софія Київська» (2003—2004 рр.); літературно-меморіальний музей-квартира Павла Тичини (Київ, 2004 р.); Києво-Могилянська академія; краєзнавчий музей м. Бровари (2004—2005 рр.). Ікони народних майстрів Поділля з його збірки стали основою експозицій виставок: «Перлини народного мистецтва Вінниччини» у Національному музеї українського народного декоративного мистецтва, «Скульптура та ікона України: історія врятування» в Українському музеї (США, Нью-Йорк, 2007).
Колекціонер має на меті пропагувати не тільки мистецький доробок подолян давньої пори, а й сучасних майстрів. Таким чином з'явилась ідея меценатського проекту підтримки народних художників України М. Н. Чорного та А. В. Сороки.

## Відзнаки, нагороди, почесні звання
- Народний художник України (23 січня 2016) — за значний особистий внесок у державне будівництво, соціально-економічний, науково-технічний, культурно-освітній розвиток Української держави, справу консолідації українського суспільства, багаторічну сумлінну працю[6]
- Заслужений художник України (20 серпня 2007) — за значний особистий внесок у соціально-економічний, культурний розвиток Української держави, вагомі трудові досягнення та з нагоди 16-ї річниці незалежності України[7]
- Покровитель культури — 2003
- Людина року — 2008
- Орден «За заслуги перед Вінниччиною» (2011)
- Всеукраїнська літературно-мистецька премія імені Євгена Гуцала (2019)[8]